# Porricondyla hamifera
Porricondyla hamifera är en tvåvingeart som beskrevs av Boris Mamaev 1963. Porricondyla hamifera ingår i släktet Porricondyla och familjen gallmyggor.
Artens utbredningsområde är Uzbekistan. Inga underarter finns listade i Catalogue of Life.